# Занський музей
Занський музей (нід. Zaans Museum) — музей у муніципалітеті Занстад, Нідерланди, розташований у Зансе-Сханс. Він був відкритий у 1998 році для збереження та захисту спадщини регіону Занстрек. У 2009 році музей було розширено за допомогою виставки Нідерландської кондитерської фабрики Феркаде, яка називається «Досвід Феркаде».
У 2016 році Занський музей відкрив три локації з живою історією в Зансе-Сханс: Бондарню, Рибацький будинок та Будинок Ткачів. Ще однією частиною Занського музею є будинок царя Петра в центрі Зандаму.
У музеї зберігаються культурно-історичні та краєзнавчі колекції, що досліджують побутову та промислову культуру. У 2015 році музей придбав картину Занського періоду (4 червня — 8 жовтня 1871) французького художника-імпресіоніста Клода Моне під назвою «Форзаан і Вестерхем».
Занський музей не тільки фізично пов'язаний із Зансе-Сханс, він також пов'язаний з точки зору представлених експозицій. Музей ставить собі за мету познайомити відвідувачів не лише з Нідерландами, а й з фактичною історією регіону Занстрек

## Колекції
У музеї зберігаються культурно-історичні та краєзнавчі колекції. Він заснований на колекції Товариства збереження та розширення антикварної колекції регіону Занстрек Якоба Хоніха Янссона молодшого (нід. Vereniging tot Instandhouding en Uitbreiding der Zaanlandse Oudheidkundige Verzameling Jacob Honig Janszoon Junior). Занський музей має дві підколекції: житлової та промислової культури. Зокрема, у колекції житлової культури музей демонструє традиційний костюм та розписні меблі в стилі Занстрек, а також інструменти та начиння, знайдені в будинках Зандаму. Промислова колекція включає спадщину, що походить від великих компаній Занстреку, таких як Verkade, Bruynzeel, Honig, Albert Heijn та Lassie.

## Локації та виставки
Постійна колекція Занського музею наразі складається з п'яти виставок: «Занстрек справді це робить» (нід. De Zaanstreek maakt het), «Типовий Занстрек» (нід. Typisch Zaans), «Моне та пейзажі Занстреку» (нід. Monet en het Zaanse Landschap), «Пам'ятники говорять» (нід. Monumenten Spreken) та «Досвід Веркаде» (нід. Verkade Experience).

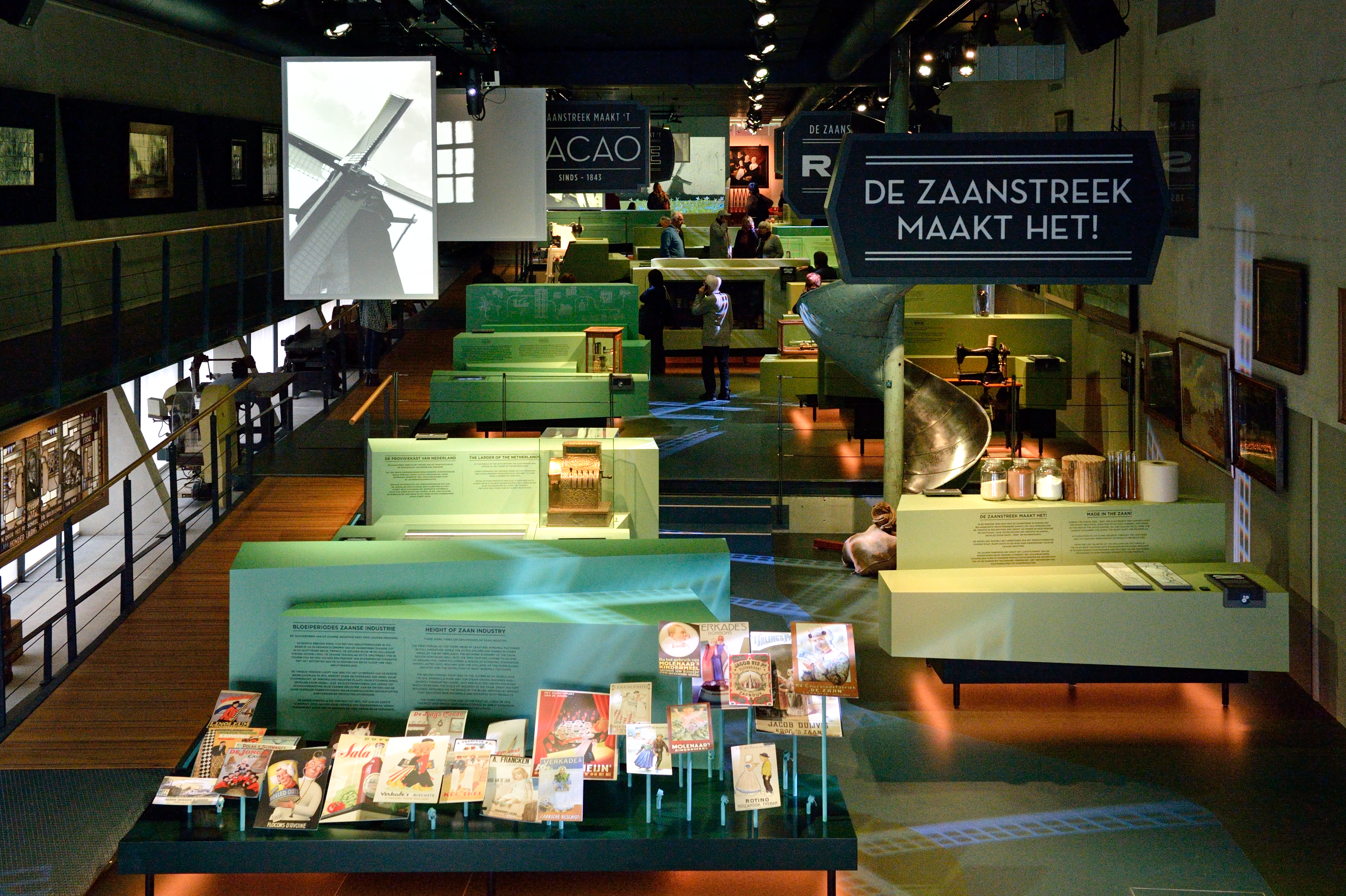
Зала Занського музею «Занстрек справді це робить»

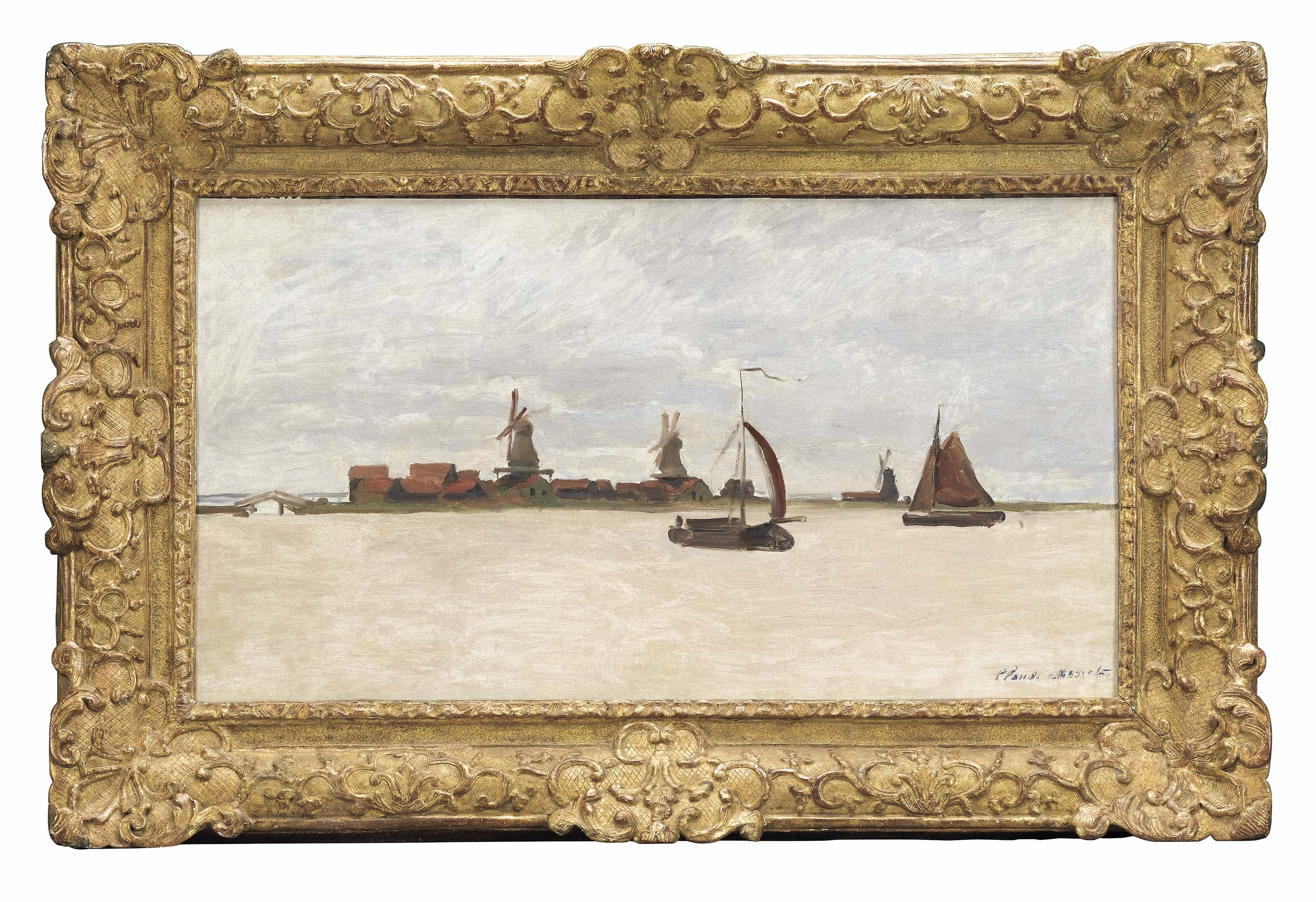
Клод Моне, Форзаан і Вестерхем, 1871 р. (колекція Занського музею)

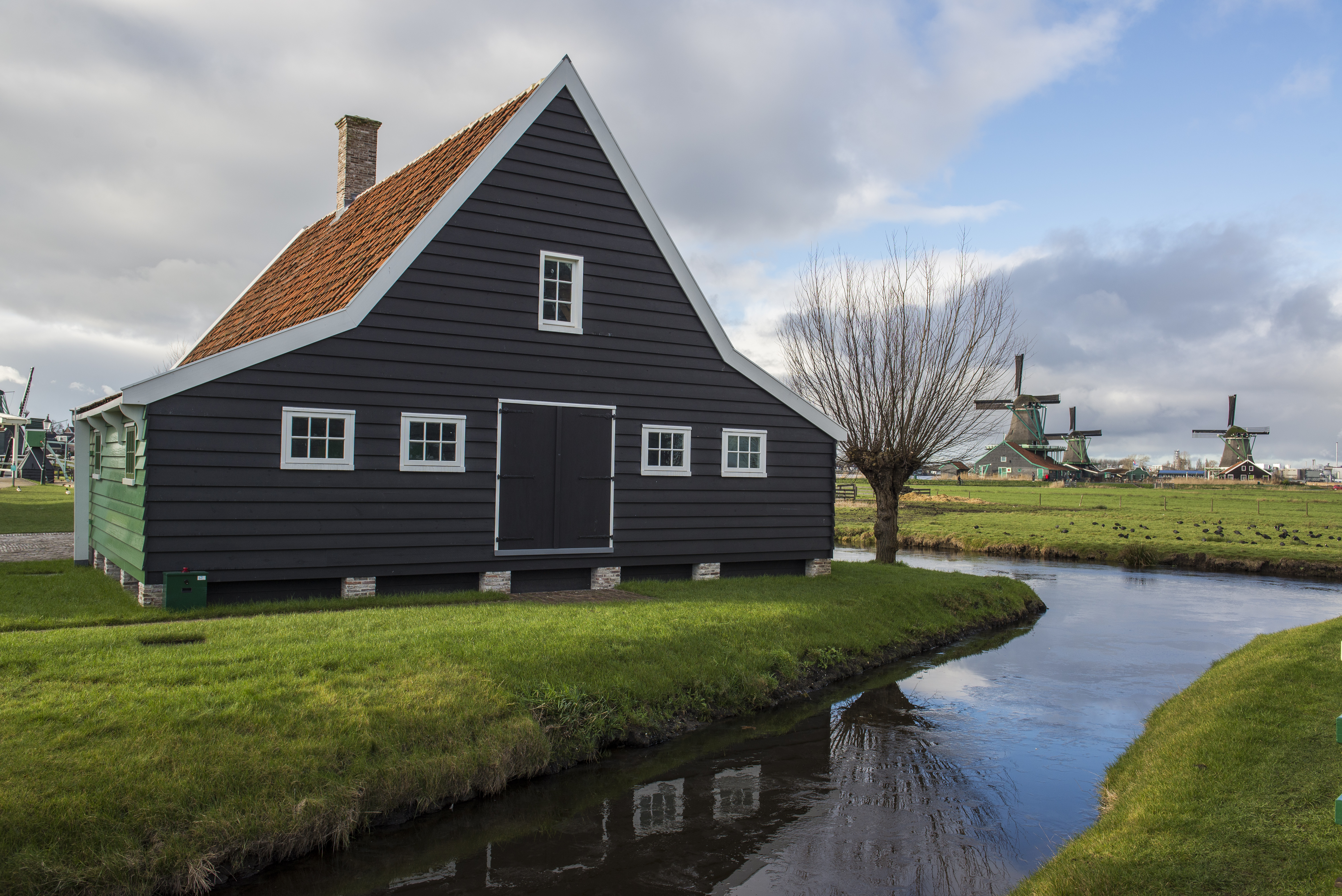
Будинок ткача на території Занського музейного комплексу